# Monte Albán (album)
Monte Albán – dwudziesty album muzyka jazzowego Adama Pierończyka, nagrany w Meksyku z udziałem polskiego basisty Roberta Kubiszyna i mieszkającego w Meksyku, argentyńskiego perkusisty Hernána Hechta, wydany 21 października 2016 przez Jazzsound (nr katalogowy JS020). Płyta jest nominowana do nagrody Fryderyk 2017.

## Wykonawcy
- Adam Pierończyk - saksofony tenorowy i sopranowy, instrumenty klawiszowe, elecktronika, cyfrowe przetwarzanie dźwięku, programowanie bębnów, perkusja (6)
- Robert Kubiszyn - gitara basowa, elektronika
- Hernán Hecht - bębny, perkusja

## Lista utworów
| Monte Albán | Monte Albán                           | Monte Albán |
| Nr          | Tytuł utworu                          | Długość     |
| ----------- | ------------------------------------- | ----------- |
| 1.          | „The Arrival”                         | 9:28        |
| 2.          | „Eye of the Jaguar”                   | 7:34        |
| 3.          | „At the Foot of the Heavens”          | 7:48        |
| 4.          | „Aliens, Shamans, Glyphs and Ciphers” | 7:32        |
| 5.          | „Monitoring the Earth (Building J)”   | 11:21       |
| 6.          | „Monte Albán Blues”                   | 11:22       |
| 7.          | „Danzantes”                           | 7:43        |
| 8.          | „Departure”                           | 7:16        |
|             |                                       | 1:10:04     |